# Alexander Cudmore
Alexander Cudmore (Saint Louis, Missouri, 10 de febrer de 1888 - Saint Louis, 18 de desembre de 1944) va ser un futbolista estatunidenc que va competir a principis del segle xx. El 1904 va prendre part en els Jocs Olímpics de Saint Louis, on guanyà la medalla de plata en la competició de futbol com a membre del Christian Brothers College.